# Kleedaflegging van de Moeder Gods

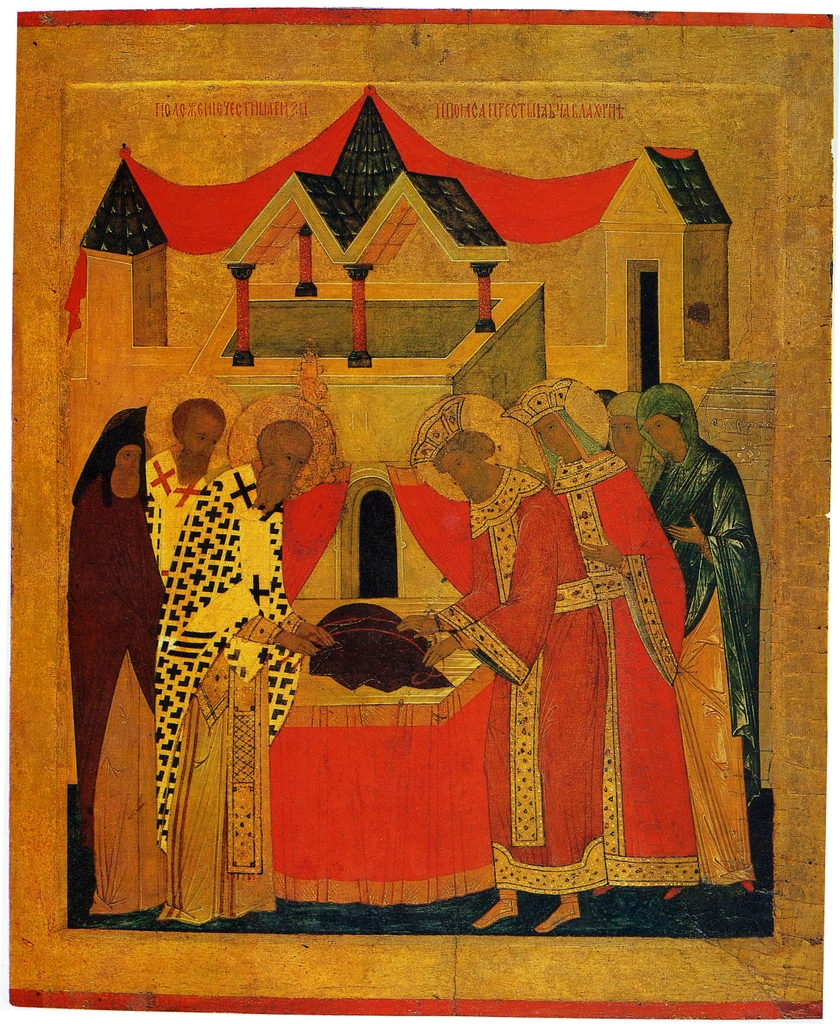
het neerleggen van de gewaden van de Heilige Maagd, icoon uit 1485

Het feest van de Kleedaflegging van de Moeder Gods is een feest dat wordt gevierd in de Orthodoxe Kerk op 2 juli.
Volgens de Oosters-orthodoxe Kerk en het Rooms-katholicisme werd de Heilige Maagd op het moment van Haar verscheiden met lichaam en ziel in de hemel opgenomen. In het graf bleven slechts haar gewaden achter. Voor deze relikwieën van onschatbare waarde liet keizerin Aelia Pulcheria in de wijk Blachernea van Constantinopel een kapel bouwen als passend onderkomen. Op 2 juli 452 werden de Mariagewaden plechtig in de kapel neergelegd. Vanaf het jaar 473 werden er in de buurt kerken gebouwd, arriveerden er meer relikwieën van Maria en werd omstreeks 500 na Christus het Blachernea-paleis gebouwd, waarvan de resten nog altijd bestaan.
Twee historische gebeurtenissen gaven de datum van 2 juli een extra dimensie. Op 2 juli 860 werd een aanval van oud-Russische stammen op Constantinopel succesvol afgeslagen. En na een heftige aanval van Tartaren op Moskou in het jaar 1451 braken de aanvallers op 2 juli plotseling het kamp op en keerden huiswaarts. Beide gebeurtenissen werden toegeschreven aan de hulp van de Moeder Gods en de op deze dag vereerde gewaden. In Moskou werd als herinnering aan de wonderbaarlijke aftocht van de Tartaren de Kleedafleggingskerk gebouwd.